# Amt (Herzogtum Nassau)
Im Herzogtum Nassau waren die Ämter erstinstanzliche Gerichte und untere Verwaltungsbehörden.

## Entstehung (1803–1806)
Das Herzogtum Nassau entstand aus 39 vorher selbstständigen Teilen und Territorien sehr unterschiedlicher Herkunft. So hatte Nassau im Reichsdeputationshauptschluss 1803 eine Reihe von mediatisierten und im Zusammenhang mit der Bildung des Rheinbundes Gebiete erhalten. Nassau übernahm jeweils die (vielfach sehr kleinteilige) Verwaltungsstruktur der Vorgängerterritorien.
Auf der oberen Ebene entstanden sieben Regierungen: Neben den bisherigen nassauischen Regierungen zu Wiesbaden, Weilburg, Ehrenbreitstein, Hachenburg und Altenkirchen wurde ein gemeinschaftliches Ministerium und am 6. September 1806 als eine Administrationskommission mit Sitz in Wiesbaden als erste gemeinsame Zentralbehörde für die Gebiete der mediatisierten Fürsten, Grafen und Herren geschaffen. 1806 erfolgte die Auflösung der Nassau-Usingischen Regierung Altenkirchen. Die Administrationskommission wurde mit Edikt vom 25. Juli 1809 zum 1. September 1809 und die Regierung Hachenburg mit Edikt vom 1. August 1809 aufgehoben. Damit war neben dem gemeinsamen Ministerium eine mittlere Verwaltungsebene aus drei Regierungsbezirken entstanden: Wiesbaden, Weilburg und Ehrenbreitstein.
Auch auf Ebene der Ämter wurde zunächst die Verwaltungsstruktur der Vorgängerterritorien übernommen.
Mit der Gründung des Herzogtums bestanden 63 Ämter:
| Regierungsbezirk Wiesbaden (35) - Amt Braubach - Amt Braunfels - Amt Camberg - Amt Catzenelenbogen - Amt Caub - Amt Cleeberg - Amt Cronberg - Amt Diez - Amt Eltville - Amt Eppstein - Amt Greifenstein - Amt Heddernheim - Amt Hochheim - Amt Höchst - Amt Hohensolms - Amt Hofheim - Amt Idstein | - Amt Kirberg - Amt Königstein - Amt Kransberg - Amt Limburg - Amt Nassau - Amt Oberlahnstein - Amt Oberursel - Amt Reifenberg - Amt Rüdesheim - Amt Runkel - Amt Schaumburg - Amt Sulzbach - Amt Usingen - Amt Wallau - Amt Wehen | - Amt Wehrheim - Amt Wellmich - Amt Wiesbaden Regierungsbezirk Ehrenbreitstein (23) - Amt Altenkirchen - Amt Altenwied - Amt Burbach - Amt Dierdorf - Amt Ehrenbreitstein - Amt Freusburg - Amt Friedewald - Amt Grenzhausen - Amt Hachenburg - Amt Hammerstein - Amt Heddesdorf - Amt Herschbach - Amt Linz | - Amt Maischied - Amt Meudt - Amt Montabaur - Amt Neuerburg - Amt Neunkirchen - Amt Neuwied - Amt Nievern - Amt Schöneberg - Amt Schönstein - Amt Vallendar Regierungsbezirk Weilburg (5) - Amt Atzbach - Amt Miehlen - Amt Reichelsheim - Amt Weilburg - Amt Hüttenberg |

In den Jahren 1803 bis 1816 wurden in vielen Einzelschritten und ohne erkennbare Systematik Ämter zusammengelegt, um eine effektivere Verwaltung zu schaffen. 1812 bestanden noch 48 Ämter.
Aufgehoben wurden die Ämter Miehlen, Hofheim, Eppstein, Cronberg, Sulzbach, Heddernheim, Hüttenberg, Wehrheim, Kransberg, Reifenberg, Oberlahnstein, Nievern, Maischeid, Wellmich und Camberg.
- Das Amt Miehlen wurde auf die Ämter Nassau, Montabaur, Kaub und Katzenelnbogen verteilt[1]
- Das Amt Maischeid wurde mit dem Amt Dierdorf vereint[2]
- Die Ämter Friedwald, Burbach und Neunkirchen wurden fusioniert. Allerdings ist unklar, inwieweit dieses auch umgesetzt wurde. Die einzelnen Ämter wurden auch später als eigene Ämter genannt. In jedem Fall erfolgte der Zusammenschluss 1816.
- Das Amt Nievern wurde dem Amt Braubach eingegliedert[3]
- Ebenso kamen die Ämter Wellmich und Oberlahnstein zum Amt Braubach
- Die Ämter Camberg und Kirberg wurden zum Amt Kirberg mit Amtssitz Camberg vereint[4]

Die Ämter Idstein, Kirberg und Wiesbaden wurden jeweils auch als „Oberamt“ bezeichnet.
1812 bestanden damit 48 Ämter:
| Regierungsbezirk Wiesbaden (24) - Amt Braubach - Amt Braunfels - Amt Cleeberg - Amt Diez - Amt Eltville - Amt Greifenstein - Amt Hochheim - Amt Höchst - Amt Hohensolms - Amt Idstein - Amt Katzenelnbogen - Amt Kaub | - Amt Kirberg - Amt Königstein - Amt Limburg - Amt Nassau - Amt Oberursel - Amt Rüdesheim - Amt Runkel - Amt Schaumburg - Amt Usingen - Amt Wallau - Amt Wehen - Amt Wiesbaden | Regierungsbezirk Ehrenbreitstein (21) - Amt Altenkirchen - Amt Altenwied - Amt Burbach - Amt Dierdorf - Amt Ehrenbreitstein - Amt Freusburg - Amt Friedewald - Amt Grenzhausen - Amt Hachenburg - Amt Hammerstein - Amt Heddesdorf - Amt Herschbach - Amt Linz | - Amt Meudt - Amt Montabaur - Amt Neuerburg - Amt Neunkirchen - Amt Neuwied - Amt Schöneberg - Amt Schönstein - Amt Vallendar Regierungsbezirk Weilburg (3) - Amt Atzbach - Amt Reichelsheim - Amt Weilburg |

### Nach den Befreiungskriegen
Nach den Befreiungskriegen wurde Deutschland und damit auch Nassau erneut neu geordnet. Fürst Wilhelm von Nassau-Oranien erhielt am 14. Juli 1814 die oranischen Erblande zurück. Diese waren teilweise an das Herzogtum Nassau und teilweise an das Großherzogtum Berg gefallen. Das Herzogtum Nassau gab die sieben Ämter Dietz, Kirberg, Burbach, Neunkirchen, Schaumburg, Schöneberg und Cleeberg an Nassau-Oranien ab. Damit bestanden nur noch 41 Ämter. Im Großherzogtum Berg waren die Ämter in die Kantone Dillenburg, Herborn, Driedorf, Rennerod, Hadamar, Westerburg und Runkel
zusammengefasst wurden. Nach der Rückgabe an Nassau-Oranien wurden 1813 daraus die bisherigen oranische Ämter Rennerod, Mengerskirchen, Ellar, Hadamar, Driedorf, Westerburg, Marienberg, Herborn und Dillenburg wieder eingerichtet.
Im Wiener Kongress wurden 1816 darüber hinaus umfangreiche Gebietstausche mit Preußen und kleinere mit dem Kurfürstentum Hessen und dem Großherzogtum Hessen vereinbart.
Am 31. Mai 1815 trat Oranien die Erblande an Preußen ab. Diese und die Niedergrafschaft Katzenelnbogen wurden an das Herzogtum Nassau abgegeben, der größte Teil des Regierungsbezirks Ehrenbreitstein und kleinere andere Gebiete an Preußen abgegeben. Mit dem Tausch wurden 20 Ämter (18 voll, Ehrenbreitstein und Vallendar überwiegend) an Preußen abgegeben, neun Ämter sowie die vier Ämter aus der Niedergrafschaft Katzenelnbogen gingen umgekehrt an das Herzogtum Nassau. Damit bestanden im Herzogtum Nassau 37 Ämter zuzüglich der vier Ämter der Niedergrafschaft, also insgesamt 41 Ämter.

### Die Ibell’sche Verwaltungsreform (1816)
Spätestens mit den territorialen Veränderungen aufgrund der auf dem Wiener Kongress sowie anschließenden zwischenstaatlich getroffenen Vereinbarungen war eine Neuorganisation der Verwaltung zwingend geworden. Diese wurden durch Staatsminister Carl Friedrich Emil von Ibell in die Wege geleitet. Sie waren Teil der liberalen Ibell’schen Verwaltungsreformen, zu denen auch die Neuordnung der Kirchen und die Simultanschule gehörten. Maßstäbe waren:
- Die Zahl der Ämter sollte deutlich verringert werden
- Bei der Zusammensetzung der Ämter sollten die historische Zugehörigkeit zu Nassauer oder anderen Gebieten keine Rolle spielen
- Die Ämter sollten ungefähr gleiche Größe und Einwohnerzahl haben
- Die Ämter sollten so geschnitten sein, dass jeder Einwohner den Amtsort in einer halben Tagesreise erreichen konnte (damit man nach dem Amtsbesuch noch nach Hause zurückkehren konnte)
- Es sollte keine Mittelbehörden mehr geben

Die neue Ämtereinteilung wurde am 4. Juni 1816 verfügt und trat am 1. Juli 1816 in Kraft. Diese sah zunächst 25 Ämter vor, später erfolgte die Einteilung in 28 Ämter. Die nassauischen Ämter waren, wie auch in einigen anderen deutschen Staaten, die Vorläufer der späteren Landkreise, umfassten aber in der Regel ein kleineres Gebiet als diese.
| - Amt Braubach - Amt Diez - Amt Dillenburg - Amt Eltville - Amt Hachenburg - Amt Hadamar - Amt Herborn | - Amt Hochheim (bis 1817 Amt Wallau) - Amt Höchst - Amt Idstein - Amt Königstein - Amt Langen-Schwalbach - Amt Limburg - Amt Marienberg | - Amt Montabaur - Amt Nassau - Amt Nastätten - Amt Reichelsheim - Amt Rennerod - Amt Rüdesheim - Amt Runkel | - Amt St. Goarshausen - Amt Selters - Amt Usingen - Amt Wallmerod (bis 1831 Amt Meudt) - Amt Wehen - Amt Weilburg - Amt Wiesbaden |

Die Ämter umfassten 1817 zwischen 7.014 (Amt Marienberg) und 13.986 (Amt Weilburg) Einwohner. Die Exklave Reichelsheim fiel mit 1.136 Einwohnern aus dem Raster. Größer waren die Unterschiede in der Fläche: Zwischen 87.500 (Amt Usingen) und 29.360 (Amt Eltville) Steuernormalmorgen (wobei 1 Morgen entsprechen 2500 m²). Reichelsheim war mit 3.412 Morgen auch hier eine extreme Ausnahme.
Aufgrund des herzoglichen Ediktes vom 4. Juni 1816 trat am 1. Juli 1816 eine umfassende Verwaltungsreorganisation in Kraft. Neben der Amtseinteilung wurden auch Rollen und Kompetenzen der Verwaltungsbeamten in den Ämtern geregelt. An der Spitze der Verwaltung stand der Amtmann mit dem Titel Beamter als Direktor der gesamten Amtsverwaltung (§ 4). Er war als Einzelrichter verantwortlich für die Rechtsprechung in erster Instanz für Zivilrechtssachen. Bei Strafverfahren war er für die Verhaftung der Angeklagten und deren Überstellung an die Kriminalgerichte zuständig. Damit wurde die niedere Gerichtsbarkeit, die bisher regional unterschiedlich z. B. von Aktuariaten, Stadtsekretariaten, Kirchspiel- und Ortsgerichten wahrgenommen wurde, zentralisiert. Daneben war er Verwaltungschef und für alle Verwaltungsfragen im Amt zuständig außer (§ 10)
- Kirchliche Angelegenheiten (hier waren die geistlichen Behörden zuständig)
- Aufsicht über die Schulen
- Forst- Bergwerks- und Hüttenverwaltung und Medizinalpflege
- Inspektion des Chausseebaues (hier waren die Chausseebauinspektionen zuständig)

Der Stellvertreter des Amtmanns war der Landesoberschultheiß (§ 9). Er hatte eine Reihe von ausdrücklichen Aufgaben. So war er beispielsweise Schiedsmann und verantwortlich für die Waisenfürsorge. Er fertigte Kauf- und Tauschverträge von Immobilien aus, war für das Hypothekenwesen zuständig und betrieb öffentliche Versteigerungen. Zu dem Personal des Amtes gehörte noch der Amts-Assessor oder Amts-Sekretär. Er war der „Gehülfe in allen Zweigen der Verwaltung und Rechtspflege“. Insbesondere für die Rechtsprechung war dem Amt ein Amts-Accessiste oder Privat-Gehülfe zugeordnet. Es handelte sich um einen geprüften Rechts-Kandidaten, der 2 Jahre ohne Gehalt im Amt als „Amts-Acutarius“ arbeiten musste. Dies entsprach sinngemäß einem heutigen Rechtsreferendariat. Zuletzt gehörte zum Amt ein Amtsdiener, der auch als Gefängniswärter im Amtsgefängnis für die Versorgung der Gefangenen zuständig war.
Die „Verwaltungs-Ordnung für die sämmtlichen Herzoglichen Amtsbehörden“ vom 4. Juni 1816 regelte die Arbeitsweise der Ämter. Die Ämter unterstanden der Landesregierung (§ 11). Einmal jährlich erfolgte eine Kontrolle durch eine „Amts-Visitations-Kommission“ (§ 14).
Unterhalb der Ebene der Ämter wurden die Städte und Dörfer mit dem Edikt vom 5. Juni 1816 in „Gemeinde-Bezirke“ gegliedert. Jeder Ort, der eine bestimmte Einwohnerzahl hatte, bildete einen Gemeindebezirk. Kleinere Dörfer und einzelne Höfe oder Mühlen wurden benachbarten Gemeindebezirken zugeordnet. Hierbei wurden die Grenzen der bestehenden Kirchspiele berücksichtigt. An der Spitze des Gemeindebezirks standen gemäß § 5 von der Landesregierung ernannten Schultheiße (auch Stadt- oder Oberschulheiße) als Verwaltungschef, gemäß § 6 ein Gemeinderechner (auch Ratskassierer) als Kämmerer, nach § 7 gewählte Vorsteher zur Kontrolle der Verwaltung und gemäß § 8 Feldgerichte (bestehend aus Schultheiß und Feldgerichtsschöffen; auch Stadt- und Gemeinderäte oder Ratsherren).
Die zum 1. April 1818 eingerichtete Medizinalverwaltung orientierte sich ebenfalls an den Ämtereinteilung. Jedes Amt bildete einen eigenständigen Medizinalbezirk. In jedem Bezirk wurde durch die Verwaltung ein approbierter Arzt als Medizinalrat sowie mindestens ein Arzt als Medizinalassistent und eine Hebamme angestellt. Dienstsitz der praktizierenden staatlichen Ärzte war der jeweilige Hauptort des Amtes. In diesem Ort wurde auch eine staatliche Amtsapotheke eingerichtet. Neben der medizinischen Versorgung oblag dem Medizinalrat die Seuchenprävention, die Lebensmittelaufsicht und die Kontrolle von Hospitälern und Waisenhäusern.

### Märzrevolution und Reaktion
Ähnlich wie im benachbarten Großherzogtum Hessen kam es gegen Mitte des Jahrhunderts zu einer kurzlebigen Verwaltungsreform. Mit Gesetz vom 4. April 1849 wurden zum 1. Juli 1849 Rechtsprechung und Verwaltung auf der untersten Ebene getrennt. Die Verwaltung übernahmen 10 neu geschaffene Kreisämter, die Ämter wurden als Justizämter reine Gerichte der ersten Instanz. Die Reform wurde jedoch bereits am 1. Oktober 1854 wieder rückgängig gemacht, die Kreise wieder abgeschafft und die Ämter wiederhergestellt.
| - Kreisamt Hachenburg - Kreisamt Hadamar - Kreisamt Herborn - Kreisamt Höchst - Kreisamt Idstein | - Kreisamt Langen-Schwalbach - Kreisamt Limburg - Kreisamt Nassau - Kreisamt Rüdesheim - Kreisamt Wiesbaden |

Daneben bestand für die Exklave Reichelsheim das Kreisamt Reichelsheim.

### Nach dem Ende des Herzogtums
Mit der Annexion Nassaus durch Preußen werden auch die Ämter in ihrer alten Form aufgelöst und durch Kreise ersetzt. Erst im Rahmen dieser Neuordnung werden Verwaltung und Rechtsprechung getrennt. Für die Rechtsprechung in erster Instanz, die bisher durch das Amt vorgenommen worden war, wurden zunächst die richterlichen Beamten in den Ämtern zuständig und zum 1. September 1867 königlich preußische Amtsgerichte gebildet.
Aber auch nach der Kreisgründung bleibt die bisherige Amtsstruktur erhalten. Die Königliche Verordnung vom 22. Februar 1867 regelte, dass „die Amtsbezirke als engere Verwaltungsbezirke in ihrer bisherigen Begrenzung bestehen“ bleiben. Die ehemaligen Ämter bilden die drei Bezirke des Kreises. Gemäß § 13 der Kreisverfassung entsendeten die Bezirke also die ehemaligen Ämter jeweils sechs Vertreter in den neuen Kreistag. Der Amtmann hatte die Aufsicht über die Ortspolizei und Organ des Landrates.
Mit der Verwaltungsreform von 1885/1886 wurden die Ämter endgültig aufgelöst.